# Dino Perrone Compagni
Dino Perrone Compagni (Firenze, 22 ottobre 1879 – Firenze, 25 gennaio 1950) è stato un prefetto e politico italiano.

## Biografia
Era il figlio di Cesare Ranieri Perrone e da Augusta Giovanna Compagni.
Dino Perrone nel 1891 assunse anche il cognome della madre, Compagni, appartenente a una famiglia nobiliare decaduta.
Massone e interventista, prese parte come volontario alla prima guerra mondiale dove ottenne una croce al merito di guerra.

### Adesione al fascismo
Tra i fondatori del fascio di combattimento fiorentino nell'ottobre 1920, divenne pochi mesi più tardi segretario federale ed ispettore regionale dei fasci toscani. Organizzatore della squadra d'azione nel capoluogo toscano, ordinò nel febbraio 1921 la spedizione punitiva che culminò con l'omicidio, da parte di tre squadristi, del dirigente sindacale Spartaco Lavagnini.
Nei mesi successivi comandò diverse spedizioni punitive contro varie amministrazioni socialiste in tutta la Toscana con un modus operandi particolare: al sindaco e alla giunta venivano recapitati ultimatum che intimavano le dimissioni minacciando in caso contrario gravissime ripercussioni personali. Il 6 aprile 1921 ad esempio Perrone Compagni inviò una lettera intimidatoria al sindaco di Roccastrada (Grosseto), un Comune a guida socialcomunista, poi pubblicata sull'Avanti! del 26 luglio 1924, del tenore: «Dato che l'Italia deve essere degli Italiani e non può, quindi, essere amministrata da individui come voi, facendomi interprete (!) dei vostri amministrati e dei cittadini di qua, [di Firenze] vi consiglio a dare, entro domenica 17 aprile, le dimissioni da Sindaco, assumendovi voi, in caso contrario, ogni responsabilità di cose e di persone.  E se ricorrete all'autorità, per questo mio pio, gentile e umano consiglio, il termine vi sarà ridotto a mercoledì 13, cifra che porta fortuna.»
A fine giugno guidò le operazioni per la conquista armate da parte dei fascisti di Grosseto, conclusasi con morti, feriti e devastazioni di sedi partitiche e operaie. Il 21 luglio 1921, assieme ad Amerigo Dumini guidò una colonna di squadristi a Sarzana, dove nelle carceri locali erano stati rinchiusi il ras carrarese Renato Ricci ed i suoi uomini, resisi responsabili di diversi omicidi e vessazioni contro la popolazione civile. Il rifiuto del locale comandante dei Carabinieri Reali Guido Jurgens ad accondiscendere alle richieste dei fascisti scatenò un conflitto a fuoco tra i militi e gli squadristi dove i secondi ebbero la peggio. Nelle ore successive gli uomini di Perrone Compagni vennero inseguiti, uccisi e feriti nelle campagne circostanti Sarzana dalla popolazione locale, infuriata per le violenze subite nei mesi precedenti. Tre giorni dopo, il 24 luglio, lo squadrista fiorentino guidò una spedizione punitiva contro il borgo di Roccastrada, dove complice il mancato intervento dei carabinieri, i fascisti assassinavano tredici civili.
Il 2 agosto 1922 Perrone Compagni fu, assieme a Costanzo Ciano, uno dei due capi dell'occupazione fascista di Livorno, che fu preceduta dall'assassinio di due consiglieri comunali e da disordini in strada. Il 3 agosto del 1922, i due capi fascisti, al comando di oltre un migliaio di squadristi, costrinsero alle dimissioni la giunta socialista, guidata dal sindaco Uberto Mondolfi, sotto la minaccia d'impiccare in piazza il primo cittadino livornese. Perrone Compagni fu a capo di una delle colonne di squadristi durante la marcia su Roma.
Gli anni successivi alla marcia su Roma videro una parziale perdita di potere di Perrone Compagni in seno al fascismo fiorentino e la contemporanea ascesa di Tullio Tamburini, vicino a Roberto Farinacci a capo dell'ala più violenta dello squadrismo toscano. Nel 1924 fu nominato console generale della MVSN e nel 1926 fu inviato con l'incarico di prefetto a Reggio Emilia per risolvere il contrasto in seno al debole movimento fascista locale tra il radicale Giovanni Fabbrici e Mario Muzzarini, esponente degli agrari. L'opera di Perrone Compagni nel reggiano, oltre a comportare la momentanea fine della carriera di Fabbrici, vide una riorganizzazione generale del Partito Fascista locale e del suo operato di una di quelle fino a pochi anni prima era una delle province dove più era radicato il Partito Socialista Italiano. Rimase a Reggio Emilia fino al 1930, e dal 1932 ministro di Stato.
Fu senatore del Regno nel 1934.
Nel 1940 fu nei consigli d’amministrazione Motomeccanica, Alfa Romeo e Assicurazioni Generali .
Dino Perrone Compagni aderì alla Repubblica Sociale Italiana alla fine del 1943.
Nel luglio 1945 fu dichiarato decaduto da senatore. Arrestato, trascorse un periodo in carcere a San Vittore .